# Microtropis petelotii
Microtropis petelotii är en benvedsväxtart som beskrevs av Merrill och Freeman. Microtropis petelotii ingår i släktet Microtropis och familjen Celastraceae. Inga underarter finns listade.